# Ennio Doris
Pour les articles homonymes, voir Doris.
Ennio Doris (né à Tombolo dans la province de Padoue le 3 juillet 1940 et mort à Milan le 24 novembre 2021) est un homme d'affaires milliardaire italien qui a fondé Mediolanum S.p.A.
Jusqu'au 21 septembre 2021, il était président de la Banca Mediolanum, qui fait partie du Gruppo Mediolanum, un groupe italien de banque, de gestion de fonds et d'assurance.

## Biographie
Ennio Doris est né le 3 juillet 1940 à Tombolo, une petite ville près de Padoue.
Il entre dans le domaine de la gestion d'actifs de détail en 1969  et après avoir occupé divers emplois dans la finance, il crée en 1982 son entreprise Programma Italia et convainc Silvio Berlusconi d'investir 250 000 euros en échange de 50% des parts de l'entreprise. Sous sa direction, le réseau et le fonds de gestion se développent en y ajoutant une branche assurance. La banque, renommée Mediolanum, est introduite sur le marché boursier italien.
Ennio Doris meurt à Milan le 24 novembre 2021 à l'âge de 81 ans
.

### Vie privée
Ennio Doris est marié et père de deux enfants vivant à Tombolo en Italie Son fils, Massimo Doris, est le PDG de Banca Mediolanum.

## Décorations
- Officier de l'ordre du Mérite de la République italienne (27 décembre 1992)
- Chevalier de l'ordre du Mérite du travail (30 mai 2002)